# Schwartz Hautmont
Schwartz-Hautmont Construcciones Metálicas S.A., es una de las principales empresas privadas españolas en la fabricación y montaje de estructuras metálicas, calderería, unidades modulares y offshore.

## Datos básicos
Su sede se encuentra en Vilaseca, Tarragona, donde tiene su principal taller de fabricación y montaje en un área de unos 100000 m² con unos 20000 m² bajo cubierta, al que popularmente se conoce en la localidad como la fábrica de hierro o, en catalán, la fàbrica del ferro. Ese taller fue la primera gran planta industrial que se instaló la zona, precediendo a los actuales polígonos y al complejo petroquímico de Tarragona, que ha llegado a ser uno de los cinco más grandes de Europa en el sector.
Sus actividades principales son la fabricación de grandes estructuras metálicas y de calderería. Entre las primeras se incluyen plantas de ciclo combinado, naves industriales, puentes y pasarelas, grúas, pipe-racks, edificios industriales, navíos, antenas y observatorios espaciales y otros, mientras que en la calderería se cuentan reactores, hornos de centrales, grandes depósitos de gas, chimeneas y otros elementos de refinerías, etc.

## Historia
La empresa Schwartz-Hautmont Construcciones Metálicas S.A. nació en mayo de 1963 por iniciativa de Alberto Malo de Molina y Justo (quien fue su presidente desde entonces hasta el año 2001) con el apoyo de Jorge Claret, Estanislao Tintoré y Santiago Vila. Inicialmente fue participada por Constructora Industrial SA, una constructora con sede en Torrelavega (Cantabria), el Banco Louis Dreyfus y la constructora francesa Schwartz-Hautmont, de la que toma su nombre. En la década de los 70 se produce una reestructuración del accionariado, saliendo algunas de las entidades propietarias y dando entrada a directivos y trabajadores. Desde el año 1966 la dirección recayó sobre José María Crespo, quien pasó a ser el presidente en el año 2001, cargo que aún ostenta.

En 1974 comienza la expansión de sus talleres con la inauguración de una planta en Requena, Valencia en terrenos de 40.000 m², que posteriormente pasó a ser Construcciones Metálicas de Requena S.A., y continúa en el año 2000 con talleres sobre terrenos ganados al mar en el puerto de Tarragona, que posteriormente fueron ampliados. En el año 2012 pone en marcha su primer centro de producción fuera del territorio español, concretamente en Bursa, Turquía. Casi desde su fundación Schwartz-Hautmont comenzó sus exportaciones. En la actualidad la gran mayoría de su producción va destinada al mercado internacional, habiendo trabajado para unos 80 países en los cinco continentes.